# Enquêtes codées
The Bletchley Circle: San Francisco (en)
Enquêtes codées (The Bletchley Circle) est une série télévisée dramatique britannique en huit épisodes de 45 minutes créée par Guy Burt et diffusée entre le 6 septembre 2012 et le 27 janvier 2014 sur ITV. Elle a aussi été diffusée aux États-Unis à partir du 21 avril 2013 sur le réseau PBS.
En France, la série est diffusée à partir du 29 décembre 2013 sur France 3 et sur Chérie 25 dès le 6 janvier 2017, et au Québec, à partir du 21 août 2014 sur ARTV.

## Synopsis
À Londres en 1943, Susan, Millie, Lucy et Jean, travaillent toutes les quatre parmi le personnel de Bletchley Park, principal site de décryptage du Royaume-Uni durant la Seconde Guerre mondiale. Après guerre, elles ont juré le secret absolu mais vont utiliser parallèlement à la police, des techniques mises au point à l'époque pour « craquer » des codes de chiffrement allemands complexes. Leur quatuor va ainsi résoudre des enquêtes criminelles complexes.

## Distribution
- Anna Maxwell Martin (VF : Hélène Bizot) : Susan Gray
- Rachael Stirling (VF : Marie Diot) : Millie
- Sophie Rundle (VF : Laurence Sacquet) : Lucy
- Julie Graham (VF : Coco Noël) : Jean
- Hattie Morahan (VF : Susan Sindberg) : Alice (saison 2)
- Mark Dexter (en) (VF : Alexis Victor) : Timothy, époux de Susan
- Ed Birch (de) (VF : Olivier Destrez) : Harry, époux de Lucy
- Michael Gould (en) (VF : Jean-Christophe Clément) : Deputy Commissioner Wainwright
- Simon Sherlock (uk) : DCI Compton
- Simon Williams (VF : Philippe Roullier) : Cavendish
- Steven Robertson (en) (VF : Thierry Bourdon) : Malcolm Crowley
- Nick Blood (VF : Martial Le Minoux) : Ben Gladstone (saison 2)
- Faye Marsay (VF : Pascale Chemin) : Lizzie (saison 2)
- Paul Ritter (VF : Jérôme Keen) : Masters (saison 2)
- Brana Bajic (en) (VF : Armelle Gallaud) : Marta
- Edyta Budnik (VF : Ariane Aggiage) : Elishka

 Source et légende : version française (VF) sur RS Doublage et selon le carton de doublage français.

## Production
La série n'est pas renouvelée pour une troisième saison.

### Fiche technique
- Réalisateur : Andy De Emmony puis Sarah Harding
- Directeur de la photo : John Pardue
- Producteur exécutif : Simon Heath
- Producteur : Jake Lushington
- Société de production : World Productions

## Épisodes

### Première saison (2012)

#### Épisode 1
- Royaume-Uni : 6 septembre 2012
- France : 29 décembre 2013 sur France 3

#### Épisode 2
- Royaume-Uni : 13 septembre 2012
- France : 29 décembre 2013 sur France 3

#### Épisode 3
- Royaume-Uni : 20 septembre 2012
- France : 29 décembre 2013 sur France 3

### Deuxième saison (2014)

#### Épisode 1
- Royaume-Uni : 6 janvier 2014
- France : 28 décembre 2014 et 1er septembre 2017 sur Chérie 25

#### Épisode 2
- Royaume-Uni : 13 janvier 2014
- France : 1er septembre 2017 sur Chérie 25

#### Épisode 3
- Royaume-Uni : 20 janvier 2014
- France : 4 janvier 2015

#### Épisode 4
- Royaume-Uni : 27 janvier 2014
- France : date inconnue